# Піддубки
Підду́бки (рос. Поддубки) — присілок у складі Дмитровського міського округу Московської області, Росія.

## Населення
Населення — 93 особи (2010; 74 у 2002).
Національний склад (станом на 2002 рік):
- росіяни — 97 %